# Біллі Армстронг
Біллі Армстронг (англ. William Armstrong; 1891—1924) — британський кіноактор, учасник ранніх фільмів Чарлі Чапліна, знятих на кіностудії «Essanay».
Починав акторську діяльність в кінокомпанії «Keystone», потім перейшов на «Essanay». У своєму дебютному фільмі — «Його нова робота» — зіграв невелику роль статиста, потім грав характерні і смішні ролі в інших фільмах Чарлі Чапліна.

## Вибрана фільмографія
- 1915 — Його нова робота / His New Job — статист (немає в титрах)
- 1915 — В парку / The Tramp — злодій
- 1915 — Бродяга — людина з книгою
- 1915 — Біля моря / By the Sea — людина в солом'яному капелюсі
- 1915 — Робота / Work — чоловік
- 1915 — Жінка / A Woman — друг батька
- 1915 — Банк / The Bank — прибиральник
- 1915 — Зашанхаєнний / Shanghaied — завербований матрос
- 1915 — Чемпіон / The Champion — глядач
- 1916 — Поліція / Police — справжній проповідник
- 1916 — Огляд творчості Чапліна в «Ессеней» / The Essanay-Chaplin Revue — статист з фільму «Його нова робота»
- 1918 — Потрійна неприємність / Triple Trouble — кухар / злодій
- 1920 — Внизу на фермі / Down on the Farm — загадковий чоловік